# ビビアン・アラウジョ
ビビアン・アラウジョ（Viviane Araújo、1986年11月21日 - ）は、ブラジルの女性総合格闘家。セイランディア出身。セハードMMA/コンパニア・アスレティカ所属。UFC世界女子フライ級ランキング8位。元ストロー級クィーン・オブ・パンクラシスト。

## 来歴
2010年、プロ総合格闘技デビュー。ローカル団体で5戦4勝の戦績を残す。

### パンクラス
2017年10月8日、パンクラス初参戦となったPancrase 290で三浦彩佳と対戦し、1R終了時に目の負傷によるTKO勝ち。

#### パンクラス王座獲得
2018年8月5日、Pancrase 298のストロー級クィーン・オブ・パンクラス決定戦で藤野恵実と対戦し、ドクターストップで3RTKO勝ち。王座獲得に成功した。

### UFC
2019年5月11日、UFC初参戦となったUFC 237でタリタ・ベルナルドと対戦し、右フックで3RKO勝ち。
2019年7月27日、フライ級転向初戦となったUFC 240で女子フライ級ランキング7位のアレクシス・デイビスと対戦し、3-0の判定勝ち。
2019年12月14日、UFC 245で女子フライ級ランキング2位のジェシカ・アイと対戦し、0-3の判定負け。なお、この試合はアイが6ポンドの体重超過をしたため、ファイトマネーの30%をアラウジョに譲渡して行われた。
2020年2月19日、UFCに専念する為、ストロー級クィーン・オブ・パンクラスを返上。
2020年9月5日、UFC Fight Night: Overeem vs. Sakaiで女子フライ級ランキング11位のモンタナ・デ・ラ・ロサと対戦し、3-0の判定勝ち。
2021年1月20日、UFC on ESPN: Chiesa vs. Magnyで女子フライ級ランキング8位のロクサン・モダフェリと対戦し、3-0の判定勝ち。
2021年5月15日、UFC 262で女子フライ級ランキング2位のケイトリン・チュケイギアンと対戦し、0-3の判定負け。
2022年5月14日、UFC on ESPN: Błachowicz vs. Rakićで女子フライ級ランキング9位のアンドレア・リーと対戦し、3-0の判定勝ち。
2022年10月15日、UFC Fight Night: Grasso vs. Araújoで女子フライ級ランキング5位のアレクサ・グラッソと対戦し、0-3の5R判定負け。
2023年10月14日、UFC Fight Night: Yusuff vs. Barbozaで女子フライ級ランキング9位のジェニファー・マイアと対戦し、3-0の判定勝ち。
2024年2月3日、UFC Fight Night: Dolidze vs. Imavovで女子フライ級ランキング9位のナタリア・シウバと対戦し、0-3の判定負け。

## 戦績
| 総合格闘技 戦績 | 総合格闘技 戦績 | 総合格闘技 戦績 | 総合格闘技 戦績 | 総合格闘技 戦績 | 総合格闘技 戦績 | 総合格闘技 戦績 |
| --------------- | --------------- | --------------- | --------------- | --------------- | --------------- | --------------- |
| 20 試合         | (T)KO           | 一本            | 判定            | その他          | 引き分け        | 無効試合        |
| 13 勝           | 3               | 4               | 6               | 0               | 0               | 0               |
| 7 敗            | 1               | 0               | 6               | 0               | 0               | 0               |

| 勝敗 | 対戦相手                                   | 試合結果                        | 大会名                                                      | 開催年月日     |
| ×    | トレイシー・コルテス                       | 5分3R終了 判定0-3               | UFC 317: Topuria vs. Oliveira                               | 2025年6月28日  |
| ○    | カリーニ・シウバ                           | 5分3R終了 判定3-0               | UFC 309: Jones vs. Miocic                                   | 2024年11月16日 |
| ×    | ナタリア・シウバ                           | 5分3R終了 判定3-0               | UFC Fight Night: Dolidze vs. Imavov                         | 2024年2月3日   |
| ○    | ジェニファー・マイア                       | 5分3R終了 判定3-0               | UFC Fight Night: Yusuff vs. Barboza                         | 2023年10月14日 |
| ×    | アマンダ・ヒバス                           | 5分3R終了 判定0-3               | UFC 285: Jones vs. Gane                                     | 2023年3月4日   |
| ×    | アレクサ・グラッソ                         | 5分5R終了 判定0-3               | UFC Fight Night: Grasso vs. Araújo                          | 2022年10月15日 |
| ○    | アンドレア・リー                           | 5分3R終了 判定3-0               | UFC on ESPN 36: Błachowicz vs. Rakić                        | 2022年5月14日  |
| ×    | ケイトリン・チュケイギアン                 | 5分3R終了 判定0-3               | UFC 262: Oliveira vs. Chandler                              | 2021年5月15日  |
| ○    | ロクサン・モダフェリ                       | 5分3R終了 判定3-0               | UFC on ESPN 20: Chiesa vs. Magny                            | 2021年1月20日  |
| ○    | モンタナ・デ・ラ・ロサ                     | 5分3R終了 判定3-0               | UFC Fight Night: Overeem vs. Sakai                          | 2020年9月5日   |
| ×    | ジェシカ・アイ                             | 5分3R終了 判定0-3               | UFC 245: Usman vs. Covington                                | 2019年12月14日 |
| ○    | アレクシス・デイビス                       | 5分3R終了 判定3-0               | UFC 240: Holloway vs. Edgar                                 | 2019年7月27日  |
| ○    | タリタ・ベルナルド                         | 3R 0:48 KO（右フック）          | UFC 237: Namajunas vs. Andrade                              | 2019年5月11日  |
| ○    | 藤野恵実                                   | 3R 0:19 TKO（ドクターストップ） | Pancrase 298 【ストロー級クィーン・オブ・パンクラス決定戦】 | 2018年8月5日   |
| ○    | 三浦彩佳                                   | 1R 5:00 TKO（目の負傷）         | Pancrase 290                                                | 2017年10月8日  |
| ○    | デイジー・メイエレム・デ・リマ・アラウジョ | 1R 4:27 腕ひしぎ十字固め        | Iron Fight Combat 11                                        | 2017年7月29日  |
| ×    | サラ・フロタ                               | 1R 2:11 TKO（パンチ連打）       | NP Fight Brazil 6 【NPF女子ストロー級タイトルマッチ】       | 2017年4月15日  |
| ○    | エレイン・リール                           | 3R 2:38 腕ひしぎ十字固め        | Jungle Fight 90                                             | 2016年9月3日   |
| ○    | ビアンシエイド・アラウジョ・カルバーリョ   | 1R 3:55 腕ひしぎ十字固め        | Federal Gladiators Combat 1                                 | 2015年11月7日  |
| ○    | アナ・カルラ・モライス                     | 1R 3:35 ヒールフック            | Fight K: Águia                                              | 2015年10月11日 |

## 獲得タイトル
- 第2代ストロー級クィーン・オブ・パンクラス王座